# Cobolt
Cobolt ist ein Comicverlag, der in Dänemark und Schweden aktiv ist. Schwerpunkt des Programms bilden Frankobelgische Serien.
Der Verlag wurde 2008 durch Kurt Dahlgaard in Kopenhagen gegründet, nachdem die beiden größten Comicverlage Egmont und Carlsen fusionierten. Die EU-Wettbewerbsbehörde sah dort zu viel Marktmacht und erzwang so den Verkauf der Alben-Rechte und der neue Verlag entstand. Herausgeber wurde  Carsten Søndergaard, der zuvor bei Interpresse und Carlsen tätig war. Im Verlag erscheinen Serien wie Asterix, Spirou und Fantasio, Franka, Valerian und Veronique, Lucky Luke oder Thorgal in dänischer Sprache.
2014 entstand die schwedische Dependance in Trosa. Publiziert werden Serien wie Leutnant Blueberry, Gaston, Blake und Mortimer, Valerian und Veronique, Tim und Struppi oder Yoko Tsuno.